# 維亞康姆
維亞康姆（NASDAQ：VIA、NASDAQ：VIAB）是美國一個跨國傳媒娛樂集團，其主營業務包括電影和有線電視。其英文商號是“Video & Audio Communications”（“影片及音訊傳播”）的縮寫。截止2011年的統計數據，維亞康姆是全球第四大傳媒集團，排名在华特迪士尼公司、康卡斯特和華納媒體之後。
新的維亞康姆成立於2006年1月3日，由原來的維亞康姆分拆成現在的維亞康姆和CBS集團而成。分拆之後的CBS集團保留了原維亞康姆在廣播電視、影視製作、收費電視（例如：Showtime頻道）和出版（例如：西蒙與舒斯特出版社）等大部份舊公司的業務。在公司分拆之後，萨默·雷石东通過全美娛樂公司更好地控制住了新成立的維亞康姆公司。維亞康姆公司的前身還包括海灣西區石油公司（後來改組成派拉蒙通訊公司）和西屋公司。
維亞康姆在160個國家或地區的觀眾通過電視、電影、移動平臺和在線網絡等方式收看其旗下的音樂電視網、黑人娛樂電視網和派拉蒙電影公司所提供的節目。維亞康姆經營著700個傳統媒體，擁有將近7億的全球用戶。同時維亞康姆還經營著500多個數位媒體品牌。
2019年12月4日，維亞康姆再度和CBS公司合併為維亞康姆CBS，並結束了兩家公司十四年的營運。

## 發展歷程

維亞康姆公司在1990年至2006年期間使用的公司標誌。

### 早期歷程
在2005年3月，舊維亞康姆公司公佈了將自身分拆成兩家上市公司的計劃。該計劃不僅刺激了原公司股票的上漲，同時還解決了音樂電視網內部兩位高管，萊斯利·穆恩維斯和湯姆·佛雷斯頓之間長期的矛盾。
自從2004年梅爾·卡梅金離職之後，新任董事長兼CEO的薩默·雷石東就一直想將公司總裁萊斯利·穆恩維斯和首席运营官湯姆·佛雷斯頓分開。薩默·雷石東計劃在不久之後退休，因此分拆兩人將視為一個取代他的試用計劃。同時分拆也會刺激股市對公司前景的看好，吸引一波新的融資。
新維亞康姆公司將成立并以湯姆·佛雷斯頓為首。新公司包括：黑人娛樂電視網、音樂電視網和派拉蒙電影公司。

### 2005年
6月，維亞康姆宣佈收購尼奧寵物、遊戲預告網、和傳影互動（iFilm）。
12月，派拉蒙宣佈收購夢工廠。包括實時喜劇和電視製片公司在內的全部業務都歸派拉蒙所有，這樣派拉蒙不再需要通過哥倫比亞廣播公司擁有自己的電視製作公司。

### 2006年
1月，维亚康姆旗下派拉蒙電影公司完成了对梦工厂的并购；
4月24日，維亞康姆收購免費即時通訊軟件Xfire；
8月，維亞康姆花費2億美元收購Atom Entertainment；
9月，維亞康姆以1.75億美元收購遊戲開發商Harmonix。

### 2008年
12月4日，維亞康姆宣佈將裁員850人，約占維亞康姆雇員的7%。當年年底，時代華納公司旗下的有線電視運營公司時代華納有線（Time Warner Cable）及其合作夥伴光屋網絡（Bright House Networks）宣佈不再與維亞康姆旗下包括音樂電視網在內的任何頻道續約。時代華納有線的業務包括紐約市和洛杉磯市，而光屋網絡的業務則包括坦帕灣和奧蘭多，這四個城市都是全美收視最重要的20個城市之一。不過這次抵制事件在2009年1月1日東部時間零時通過一個協議而勉強避免。

### 2009年
2009年12月，維亞康姆宣佈將其持有的MTV巴西頻道的全部股份連同MTV品牌在巴西的使用權出售給Grupo Abril。

### 2010年
2010年5月5日，據《好萊塢報導》透露，喜劇中心打算製作一部有關耶穌基督的動畫片，講述耶穌逃離他那“強勢卻冷漠的父親”的陰影。

### 2019年
2019年8月7日維亞康姆收購擁有加菲貓版權商標及所有加菲貓角色的Paws公司，雙方沒有披露交易價值。
2019年8月13日維亞康姆和CBS公司將透過一項117億美元的交易合併，合併後的新公司将命名為維亞康姆哥倫比亞廣播公司(ViacomCBS Inc)，CBS公司股東將佔新公司61%權益，維亞康姆股東則持其餘39%，每持有一股維亞康姆股份將獲發0.59625股CBS公司股份，新公司將由Shari Redstone擔任主席。維亞康姆執行長Bob Bakish將擔任新公司的首席執行長。
12月4日，維亞康姆和CBS公司正式合併為維亞康姆CBS。

## 維亞康姆全球發展簡況
維亞康姆在分拆之後，新維亞康姆公司便組建了維亞康姆國際公司。這是一家發行維亞康姆旗下公司版權作品在全球有線電視及網絡的正式代理商。該公司擁有貓王為派拉蒙電影公司所拍攝作品的大部份權利，如《藍色夏威夷》和《硬漢歌王》。
同樣的，該公司也代理維亞康姆旗下各電視網（如：音樂電視網、黑人娛樂電視網和尼克兒童電視網）的節目版權。諸如：《愛冒險的朵拉》、《小紅豆豆》、《外星入侵者ZIM》、《比佛利拜金女》、《海綿寶寶》、《反斗家族》、《音樂背後的故事》、《與夢隨行》和《爱卡莉》。

## 公司管理層
分拆前的維亞康姆董事會成員有：喬治·S·埃布拉姆斯（George S. Abrams）、大衛·安德裡安、小約瑟夫·卡利法諾、威廉·科恩、菲利普·達奧曼、阿倫·格林伯格、查理斯·菲利普斯、莎莉·雷石東、薩默·雷石東、弗雷德裡克·薩勒諾、威廉·施瓦茨（William Schwartz）和羅伯特·D·沃爾特。
而分拆后的維亞康姆董事會成員有：喬治·S·埃布拉姆斯、菲利普·達奧曼、托馬斯·E·杜利、艾倫·V·福特、羅伯特·克拉夫特、阿倫·格林伯格、查理斯·菲利普斯、薩默·雷石東（董事長）、莎莉·雷石東（非執行副董事長）、弗雷德裡克·薩勒諾和威廉·施瓦茨。
2010年，維亞康姆董事會最新成員為：喬治·S·埃布拉姆斯、菲利普·達奧曼、托馬斯·E·杜利、阿倫·格林伯格、羅伯特·克拉夫特、布萊斯·麥嘉維、查理斯·菲利普斯、薩默·雷石東、莎莉·雷石東、弗雷德裡克·薩勒諾和威廉·施瓦茨。

## 公司資產
- 電影製作及發行公司：維亞康姆國際集團（英语：Viacom International）、派拉蒙電影公司、MTV電影公司（英语：MTV Films）、尼克罗顿電影公司（英语：Nickelodeon Movies）。
- 電視網及頻道：喜劇中心、Logo、黑人娛樂電視台、Spike男人台（英语：Spike (TV channel)）、TV Land頻道（英语：TV Land）、尼克夜間娛樂频道（英语：Nick@Nite）、尼克国际儿童频道、尼克青年頻道（英语：TeenNick）、尼克幼幼頻道（英语：Nick Jr.）、MTV音樂電視網、VH1音樂頻道、MTV2（英语：MTV2）、Tr3́s拉美音樂台（英语：Tr3́s）、CMT鄉村音樂台（英语：Country Music Television）、MTV音樂直播台（英语：MTV Live）。
- 電子遊戲：遊戲預告網、尼奧寵物。
- 新媒體：MTV新媒體

## 外部連結
- 維亞康姆公司官網 （页面存档备份，存于）